# Shane Mark Williams
Shane Mark Williams zkráceně Shane Williams (* 26. února 1977, Morriston, Swansea, Wales, Velká Británie) je bývalý velšský ragbista, který hrál jako křídlo nebo mlýnová spojka. V roce 2016 byl jmenován do Světové ragbyové síně slávy.  V roce 2008 byl vyhlášen světovým ragbistou roku.
V roce 2012 obdržel Řád britského impéria. Za Wales odehrál 87 zápasů a připsal si 290 bodů (2000 - 2011).Stal se vítězem Six Nations (2005, 2008). Na Six Nations 2008 položil nejvíce pětek (6) a byl vybrán jako nejlepší hráč turnaje. Na Six Nations 2010 položil společně se třemi hráči nejvíce pětek (3). Byl součástí Britských a Irských lvů (2005, 2009, 2013). 
Jako hráč velšského klubu Ospreys vyhrál Keltskou ligu v letech 2005, 2007, 2010 a PRO12 v roce 2012. Za tento tým položil 57 pětek, což je nejvíce v klubové historii.

## Galerie

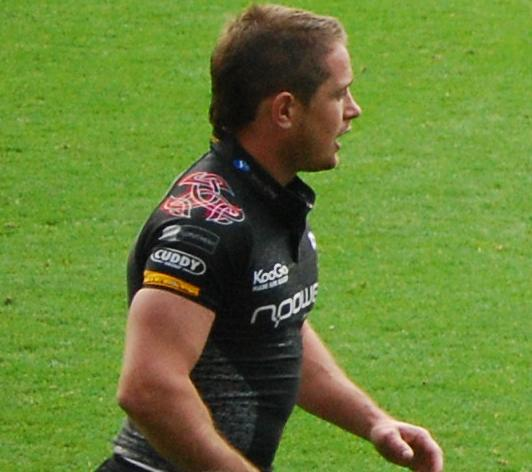
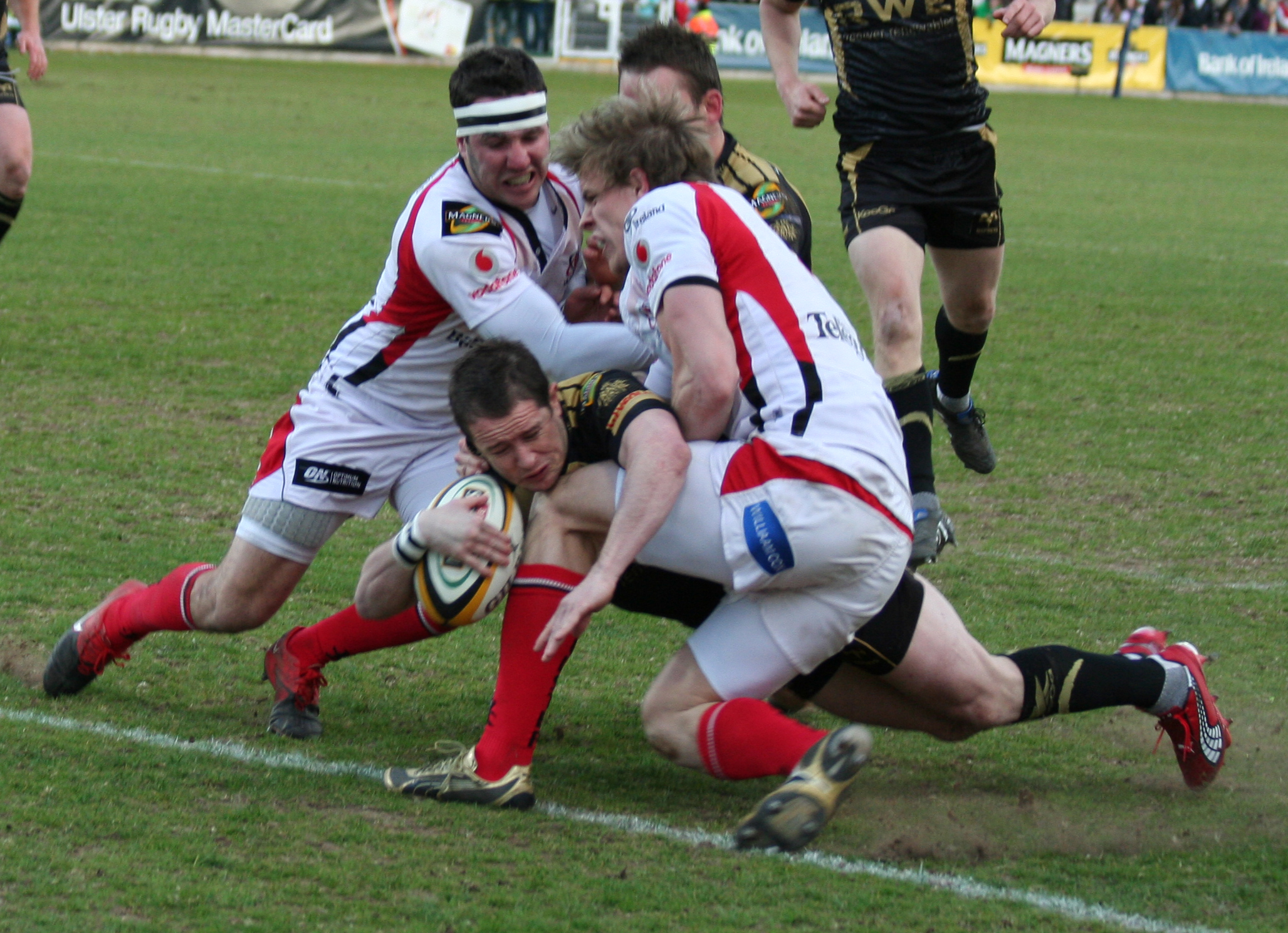

## Kariéra

### Klubová kariéra
- 1998 - 2003 Neath
- 2003 - 2012 Ospreys
- 2012 - 2015 Mitsubishi